# 甘岡
甘冈（法語：Guingamp，法語：[ɡɛ̃ɡɑ̃] ⓘ），法国西北部城市，布列塔尼大区阿摩尔滨海省的一个市镇，同时也是该省的一个副省会，下辖甘冈区，其市镇面积为3.41平方公里，2022年1月1日时人口数量为7,127人，在法国城市中排名第1,501位。
甘冈位于阿摩尔滨海省中西部，特里约河畔，是一个区域性的中心城市及交通枢纽，巴黎－布雷斯特铁路、法国国道N12线以及多条地方铁路和公路在此交汇。甘冈因同名足球俱乐部而闻名，后者曾多次参加法国足球甲级联赛。

## 地名来源
法语“Guingamp”一名对应的布列塔尼语拼写为“Gwengamp”，该名称于公元1123年被记录于雷恩圣默莱纳圣母教堂的手记中，其中“Gwen”转写自“Gwenn”，该名称来源于古布列塔尼语单词“guinn”，意为“白色”；“gamp”则来源于拉丁语单词“campus”，意为“田野、土地”。
因翻译标准不同，“Guingamp”在部分中文资料中又被译为吉英坎。

## 历史

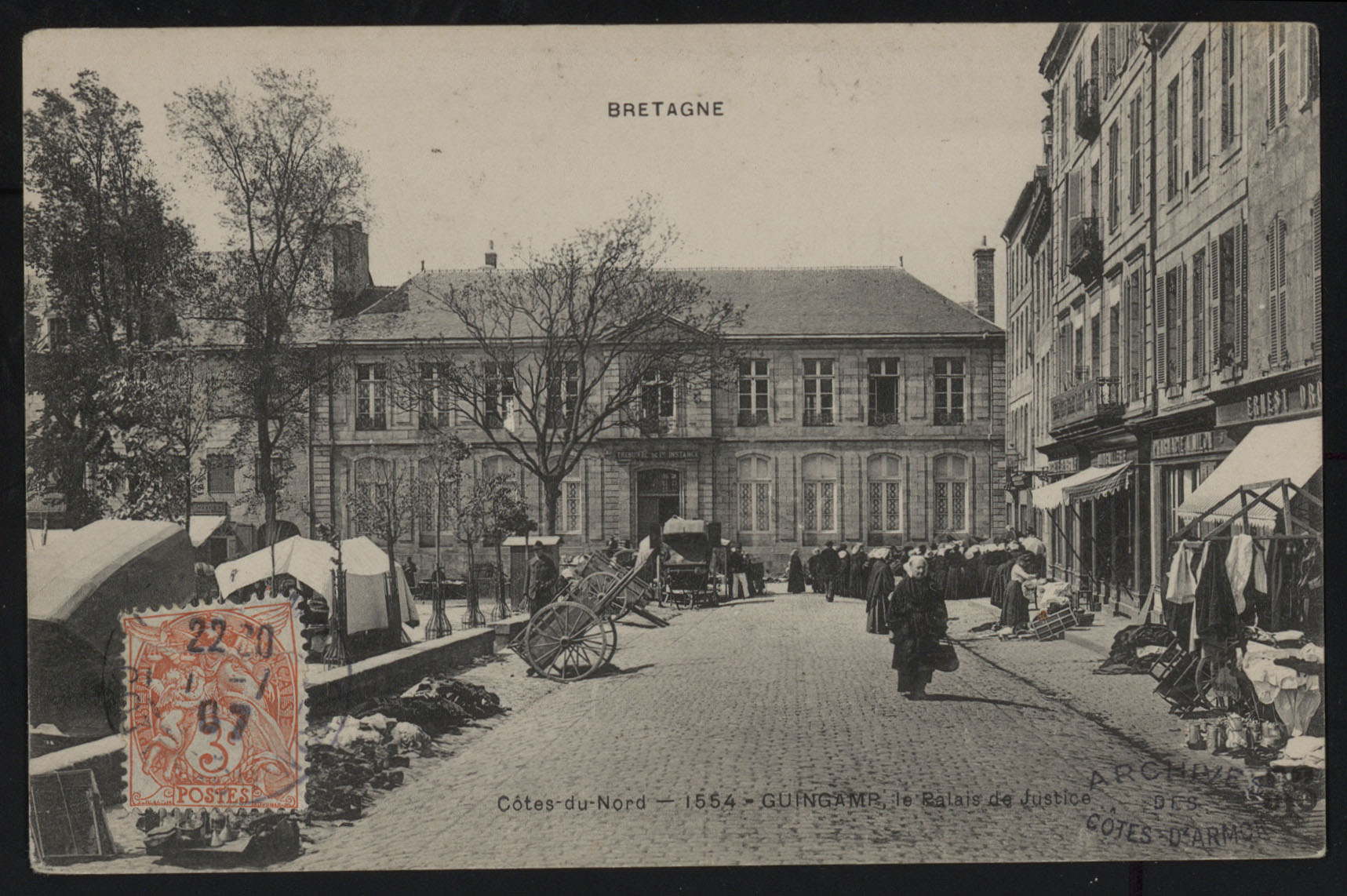
20世纪初的甘冈市区

甘冈的早期历史尚不清楚，该区域曾发现新石器及青铜器时期的人类活动遗迹。根据当地官方网站的论述，甘冈最初始建于公元9世纪，彼时该地遭遇诺曼人入侵。公元10世纪时，甘冈领主在此修建了一处城堡。英法百年战争初期，甘冈为让·德·蒙福尔和夏尔·德·布卢瓦的重要争夺地区，当地爆发多次围城战。1419年，蒙福尔家族后代让五世烧毁了甘冈城堡。1675年，布列塔尼地区爆发印花税起义，甘冈为该运动的重要活动中心之一。此后，甘冈逐渐恢复平静，并逐渐发展成为一个区域性的商贸中心，当地建成了集市大厅（Cohue），其周边则出现了城郊居民区。法国大革命后，甘冈成为北滨海省（1990年更名为阿摩尔滨海省）的一个市镇，并于1793至1800年间为该省的一个地区行署，后改建为副省会。工业革命期间，途径甘冈的巴黎－布雷斯特铁路建成运行，另有多条地方铁路在甘冈交汇，甘冈成为一个区域性的铁路枢纽。二战后，甘冈逐渐发展成为一座旅游城市，当地于2018年获得《法国特色小城》的殊荣。

## 地理

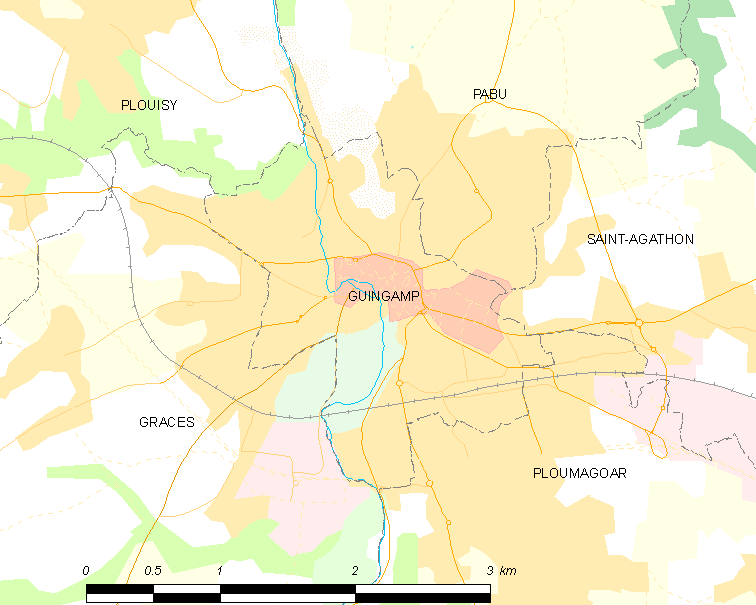
甘冈市镇范围地图

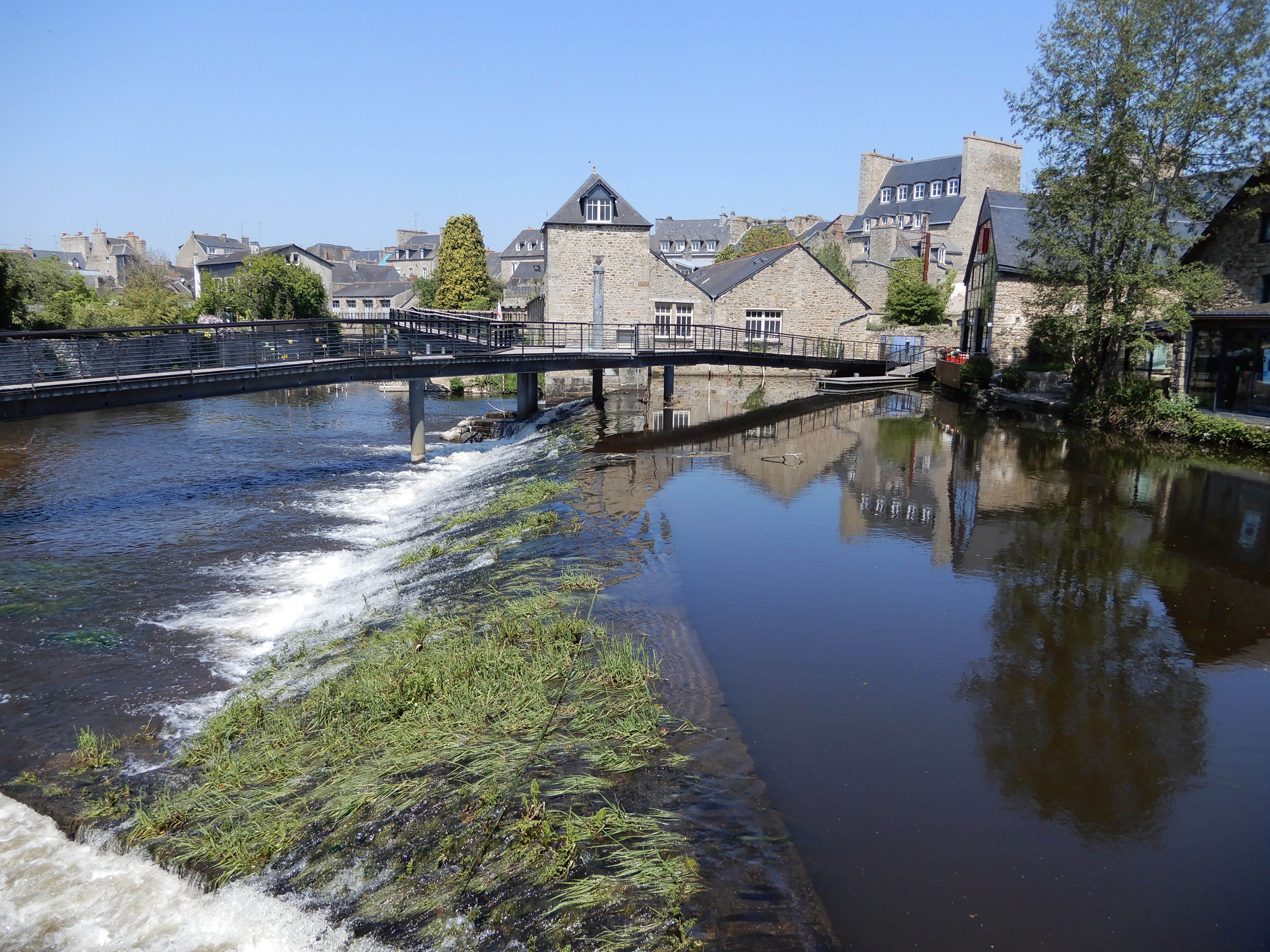
特里约河的一处水坝

甘冈位于法国西北部，布列塔尼大区北部和阿摩尔滨海省中西部偏北，距离省会圣布里厄大约34公里。与甘冈接壤的市镇包括：帕比、格拉斯、普卢伊西、普卢马戈阿尔、圣阿加通。

### 地形
甘冈位于阿摩里卡丘陵北部腹地，境内以浅丘为主，市镇中心位于一处相对开阔的河谷地带，市区东北部略有起伏，全境海拔在62到126米之间。

### 水文
特里约河自南向北流经甘冈市中心，该河独立注入大西洋，在甘冈市区有一处名为“Saint-Michel”的河心岛。

### 植被
甘冈属于温带阔叶混交林区，林地主要分布于河流附近，市中心东北部的比约指挥官公共花园（Jardin public du Commandant Billot）是当地主要的城市绿地。
在鲜花城市的评比中，甘冈被评为2星级鲜花城市。

### 气候
甘冈在柯本气候分类法中属于温带海洋性气候。
距离甘冈最近的常年气象站位于普卢伊西境内，以下为该气象站的数据（其中日照数据取自圣布里厄）：
| 普卢伊西 1981年－2019年 | 普卢伊西 1981年－2019年 | 普卢伊西 1981年－2019年 | 普卢伊西 1981年－2019年 | 普卢伊西 1981年－2019年 | 普卢伊西 1981年－2019年 | 普卢伊西 1981年－2019年 | 普卢伊西 1981年－2019年 | 普卢伊西 1981年－2019年 | 普卢伊西 1981年－2019年 | 普卢伊西 1981年－2019年 | 普卢伊西 1981年－2019年 | 普卢伊西 1981年－2019年 | 普卢伊西 1981年－2019年 |
| 月份                    | 1月                     | 2月                     | 3月                     | 4月                     | 5月                     | 6月                     | 7月                     | 8月                     | 9月                     | 10月                    | 11月                    | 12月                    | 全年                    |
| ----------------------- | ----------------------- | ----------------------- | ----------------------- | ----------------------- | ----------------------- | ----------------------- | ----------------------- | ----------------------- | ----------------------- | ----------------------- | ----------------------- | ----------------------- | ----------------------- |
| 历史最高温 °C（°F）     | 16.2 (61.2)             | 20.8 (69.4)             | 24.6 (76.3)             | 26.8 (80.2)             | 31 (88)                 | 33.7 (92.7)             | 35.4 (95.7)             | 38.6 (101.5)            | 31.3 (88.3)             | 29.5 (85.1)             | 22.1 (71.8)             | 17 (63)                 | 38.6 (101.5)            |
| 平均高温 °C（°F）       | 9 (48)                  | 9.4 (48.9)              | 11.9 (53.4)             | 13.9 (57.0)             | 17.5 (63.5)             | 20.6 (69.1)             | 22.5 (72.5)             | 22.7 (72.9)             | 20.4 (68.7)             | 16.2 (61.2)             | 12.1 (53.8)             | 9.4 (48.9)              | 15.5 (59.9)             |
| 日均气温 °C（°F）       | 5.8 (42.4)              | 5.8 (42.4)              | 7.8 (46.0)              | 9.1 (48.4)              | 12.4 (54.3)             | 15.1 (59.2)             | 17.1 (62.8)             | 17.1 (62.8)             | 15 (59)                 | 12 (54)                 | 8.5 (47.3)              | 6.2 (43.2)              | 11 (52)                 |
| 平均低温 °C（°F）       | 2.7 (36.9)              | 2.3 (36.1)              | 3.7 (38.7)              | 4.3 (39.7)              | 7.2 (45.0)              | 9.7 (49.5)              | 11.7 (53.1)             | 11.6 (52.9)             | 9.7 (49.5)              | 7.8 (46.0)              | 4.8 (40.6)              | 3 (37)                  | 6.5 (43.7)              |
| 历史最低温 °C（°F）     | −13.5 (7.7)             | −12.5 (9.5)             | −7.8 (18.0)             | −5.1 (22.8)             | −3 (27)                 | 0.4 (32.7)              | 3 (37)                  | 2.4 (36.3)              | −0.6 (30.9)             | −5.6 (21.9)             | −6.8 (19.8)             | −9.5 (14.9)             | −13.5 (7.7)             |
| 平均降水量 mm（）       | 109.1 (4.30)            | 89.9 (3.54)             | 78 (3.1)                | 76.1 (3.00)             | 72.9 (2.87)             | 49.6 (1.95)             | 45.1 (1.78)             | 48 (1.9)                | 63.9 (2.52)             | 98.7 (3.89)             | 104.7 (4.12)            | 114.2 (4.50)            | 950.2 (37.41)           |
| 月均日照時數            | 64.8                    | 76.8                    | 118.1                   | 152.4                   | 179.5                   | 198.7                   | 186.3                   | 178.1                   | 160.9                   | 107                     | 77.8                    | 64.5                    | 1,564.9                 |
| 来源：infoclimat.fr     |                         |                         |                         |                         |                         |                         |                         |                         |                         |                         |                         |                         |                         |

## 行政区划
甘冈的市镇编号为22070，邮政编号为22200。
在行政管理方面，帕尔特奈隶属于法国布列塔尼大区阿摩尔滨海省，同时也是该省的一个副省会，下辖甘冈区；在地方选举方面，甘冈是甘冈县的中央投票站所在地，其市镇范围全境被划入阿摩尔滨海省第四选区；在社会管理方面，甘冈是甘冈-潘波勒城市圈公共社区的办公驻地。
法国国家统计与经济研究所（简称）在进行数据统计时，将甘冈及相邻的另外5个市镇设为甘冈城市核心区，并将包括核心区在内的周边共13个市镇划为甘冈城市区。自2020年起，甘冈城市区被包含15个市镇的甘冈城市辐射区代替。此外，还将甘冈市镇分为了4个“块区”（IRIS），以便于统计人口分布情况。

## 交通

### 公路
法国国道N12线经过甘冈市区南部，通过互通式立交桥连接甘冈市区，此外多条阿摩尔滨海省省道在甘冈境内交汇。布列塔尼大区下属的城际客运提供巴士线路，可前往普卢阿、洛吉维普卢格拉斯、罗斯特勒南等地。
| 5 | 186 |

| 33 | 155 |

| 圣布里厄 | 36 |

| 蓬蒂维 | 65 |

| 布雷斯特 | 115 |

| 莫尔莱 | 55 |

| 拉尼永 | 34 |

| 潘波勒 | 29 |

2018年，56.8%的甘冈家庭拥有至少一辆私人汽车。2019年，甘冈境内共发生各类交通事故9起，造成1人遇难，10人受伤。

### 铁路

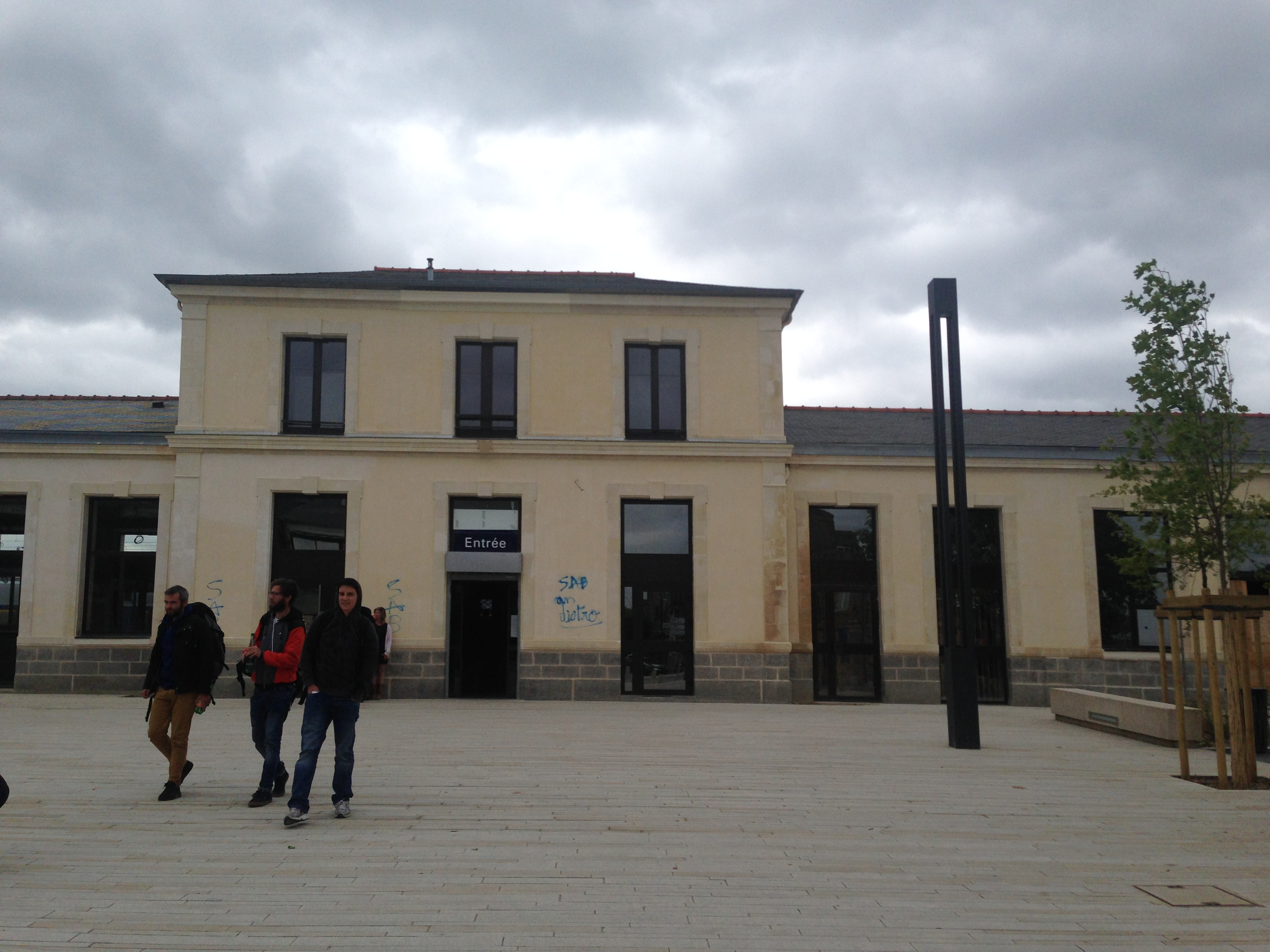
甘冈火车站的主站房

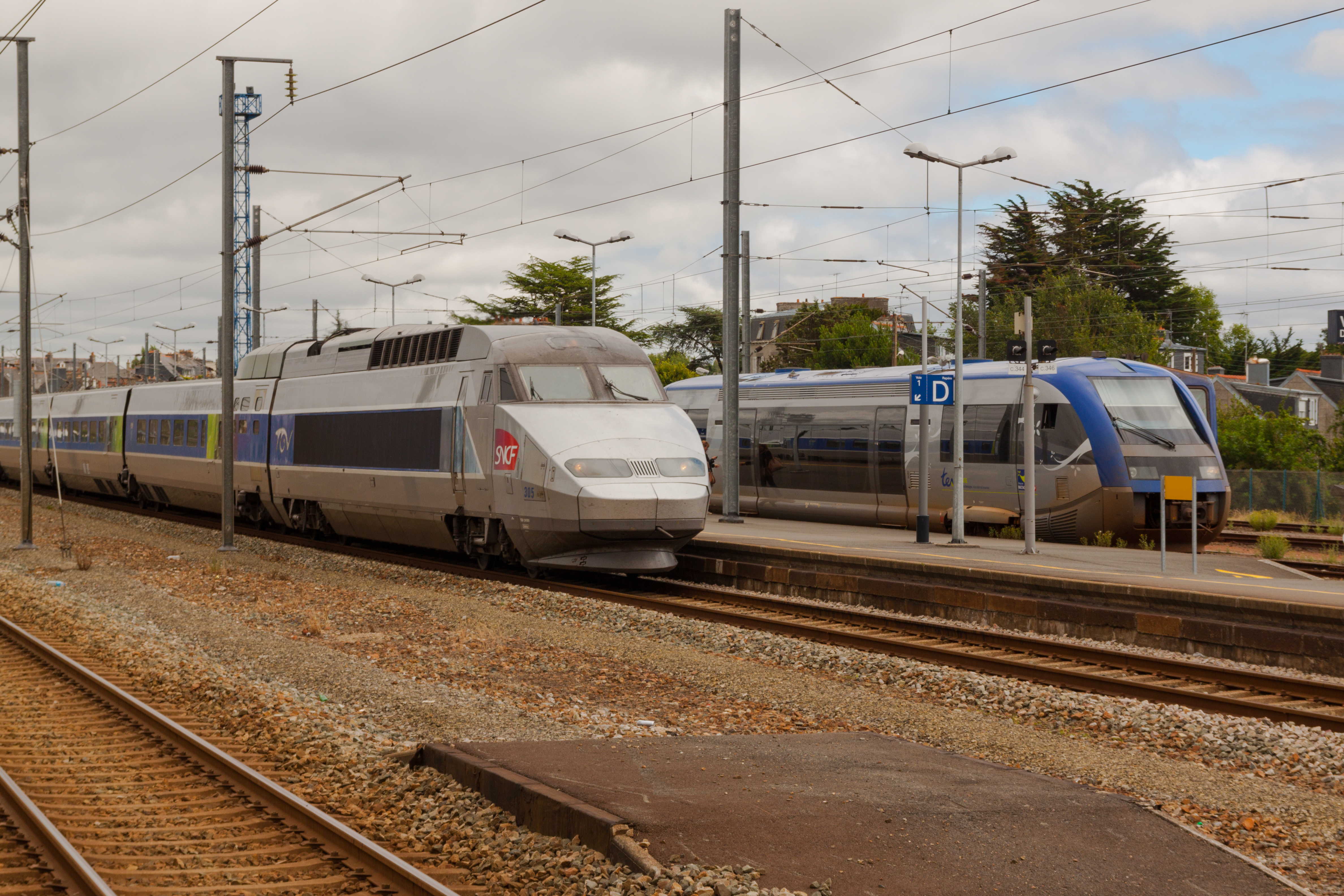
甘冈火车站内停靠的高速列车

甘冈位于巴黎－布雷斯特铁路、甘冈－潘波勒铁路和甘冈－卡赖铁路的交汇处，是一个区域性的铁路枢纽。甘冈站位于市区南部，该站每天停靠往返巴黎和布雷斯特，由此前往巴黎的旅程在2.5至3小时之间，此外该站停靠往返于雷恩和布雷斯特一线的快速区域列车，并开行前往潘波勒、卡赖及拉尼永方向的区域列车。
位于甘冈－潘波勒铁路上的古尔朗乘降所亦位于甘冈市镇范围内。

### 航空
距离甘冈最近的民用航空站为布雷斯特机场，距离甘冈市中心的公路里程约102公里，该机场开行前往法国多个城市的固定航班。

### 城市公共交通
甘冈城市公共交通（商业名称为）是当地的城市公共交通系统。截至2022年6月，该系统共包括四条公交线路，其中1路、2路和3路途径甘冈市区。

## 政治

### 市政内阁

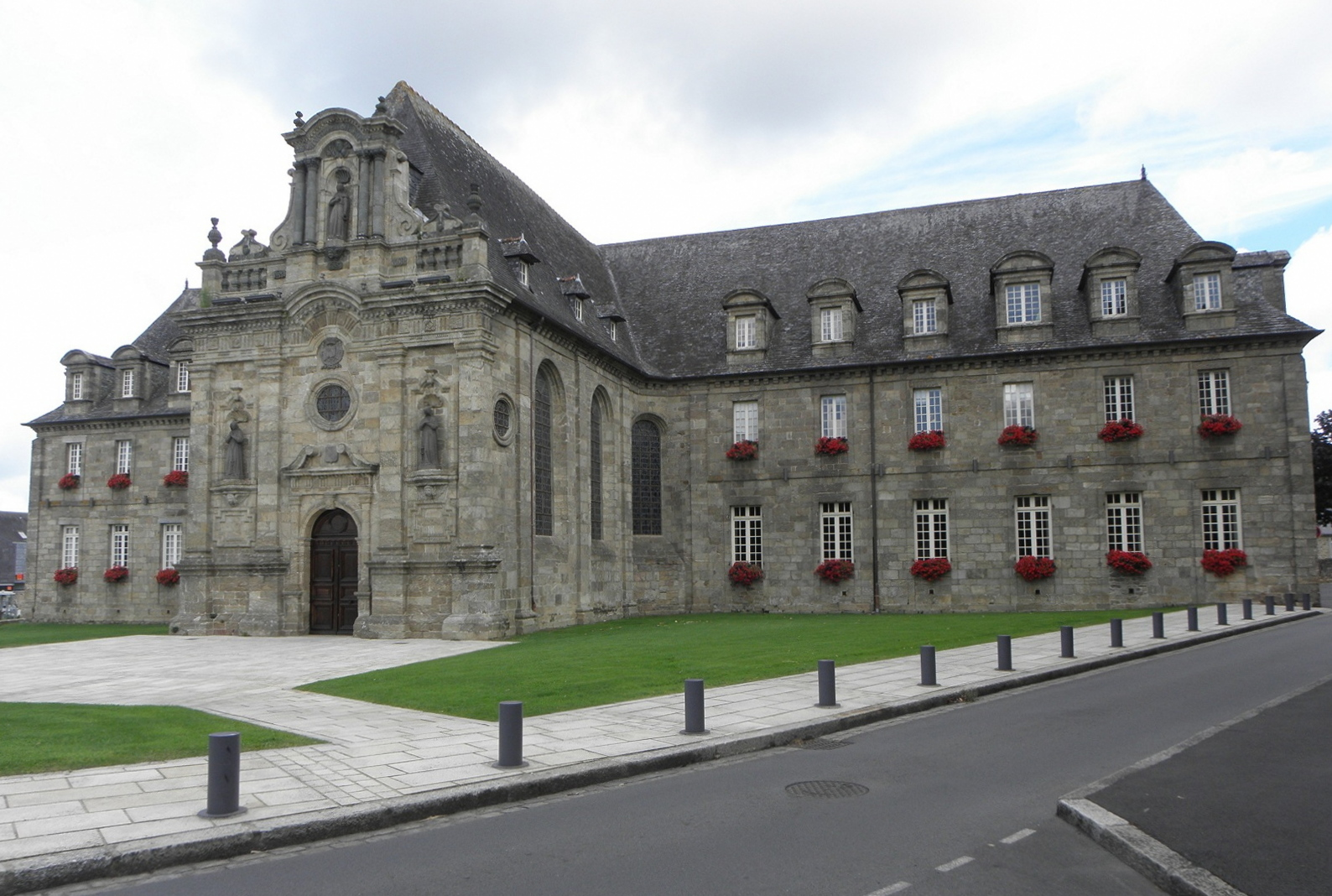
甘冈市政厅

甘冈的现任市长为菲利普·勒戈夫先生（Philippe LE GOFF），他是一名左翼无党派人士的一名成员，在2020年的市政选举中获得了70.01%的支持率。
| 甘冈历届市长   | 甘冈历届市长                      | 甘冈历届市长                |
| 任期           | 市长                              | 党派                        |
| -------------- | --------------------------------- | --------------------------- |
| 1945年－1947年 | Pierre MILON 皮埃尔·米隆          | SFIO工人国际法国支部        |
| 1947年－1961年 | Henri KERFANT 亨利·凯尔方         | RGR共和国左翼联盟           |
| 1961年－1977年 | Édouard OLLIVRO 爱德华·奥利夫罗   | CDP进步与民主中心           |
| 1977年－1983年 | François LEIZOUR 弗朗索瓦·莱祖尔  | PCF法国共产党               |
| 1983年－1989年 | Maurice BRIAND 莫里斯·布里扬      | PS社会党                    |
| 1989年－1995年 | Albert LISSILLOUR 阿尔贝·利西卢尔 | DVD右翼无党派人士           |
| 1995年－2008年 | Noël LE GRAËT 诺埃尔·勒格拉埃特   | DVG左翼无党派人士           |
| 2008年－2014年 | Annie LE HOUÉROU 安妮·勒乌埃鲁    | PS社会党                    |
| 2014年－       | Philippe LE GOFF 菲利普·勒戈夫    | PS社会党 →DVG左翼无党派人士 |

### 各级选举
| 甘冈历届投票选举结果 | 甘冈历届投票选举结果 | 甘冈历届投票选举结果 | 甘冈历届投票选举结果 | 甘冈历届投票选举结果           | 甘冈历届投票选举结果 | 甘冈历届投票选举结果 | 甘冈历届投票选举结果           | 甘冈历届投票选举结果 | 甘冈历届投票选举结果 |
| 选举项目             | 选举范围             | 选区单位             | 选举结果             | 选举结果                       | 选举结果             | 选举结果             | 选举结果                       | 选举结果             | 参考资料             |
| 选举项目             | 选举范围             | 选区单位             | 第一轮胜出者         | 第一轮胜出者                   | 支持率               | 第二轮胜出者         | 第二轮胜出者                   | 支持率               | 参考资料             |
| -------------------- | -------------------- | -------------------- | -------------------- | ------------------------------ | -------------------- | -------------------- | ------------------------------ | -------------------- | -------------------- |
| 2017年法國總統選舉   | 法國                 | 市镇                 |                      | 埃马纽埃尔·马克龙              | 27.46%               |                      | 埃马纽埃尔·马克龙              | 74.1%                | [ 32 ]               |
| 2017年法国立法选举   | 阿摩尔滨海省第四选区 | 市镇                 |                      | 雅尼克·凯尔洛戈                | 39.13%               |                      | 雅尼克·凯尔洛戈                | 53.33%               | [ 32 ]               |
| 2019年欧洲议会选举   | 法國                 | 市镇                 |                      | 娜塔莉·卢瓦索                  | 23.17%               | （不适用）           | （不适用）                     | （不适用）           | [ 34 ]               |
| 2021年法国省级选举   | 阿摩尔滨海省         | 县                   |                      | 纪尧姆·路易 安娜-玛丽·帕斯基耶 | 32.8%                |                      | 纪尧姆·路易 安娜-玛丽·帕斯基耶 | 57.44%               | [ 35 ]               |
| 2021年法国省级选举   | 阿摩尔滨海省         | 市镇                 |                      | 纪尧姆·路易 安娜-玛丽·帕斯基耶 | 35.1%                |                      | 纪尧姆·路易 安娜-玛丽·帕斯基耶 | 65.31%               | [ 35 ]               |
| 2021年法国大区选举   | 布列塔尼大區         | 市镇                 |                      | 洛伊格·谢奈-吉拉尔             | 24.5%                |                      | 洛伊格·谢奈-吉拉尔             | 36.96%               | [ 36 ]               |
| 2022年法国总统选举   | 法國                 | 市镇                 |                      | 埃马纽埃尔·马克龙              | 26.91%               |                      | 埃马纽埃尔·马克龙              | 60.8%                | [ 32 ]               |
| 2022年法国立法选举   | 阿摩尔滨海省第四选区 | 市镇                 |                      | 雅尼克·凯尔洛戈                | 30.36%               |                      | 米里埃勒·勒夫罗                | 53.4%                | [ 32 ]               |

## 人口
2019年，甘冈市镇人口数量为7,069，在法国排名第1,501位。其中男性3,207人，女性3,862人，75岁及以上人口占8.8%，外籍人口数量为312人，人口密度为2,073人/平方公里，当地居民被称为（男性）或（女性）。2020年，甘冈境内出生55人，死亡人口108人。
| 甘冈1901年－2019年人口变化情况 |
|                                |
| 数据来源：Cassini、INSEE       |

## 经济
甘冈是一个区域性的中心城市。截止2022年6月，甘冈市镇范围内共有各类用人单位（包含自雇）1,154家，平均历史为18年，其中98.85%为中小型企业（PME），2022年4月至6月间，当地的经济活力指数为0.78%。（文化用品）和（行政服务）是当地2021年营业额最高的两个企业，分别为640,608欧元和206,949欧元。

## 财政与居民收入
2020年，甘冈的财政收入总额为9,958,250欧元，财政支出总额为8,603,390欧元，当年的债务总额为5,054,480欧元。2021年，甘冈共获得2,612,088欧元的国家财政补助，比上一年增加了2.31%。
2019年，甘冈的人均月收入总额为1,924欧元，其中高级职员为3,531欧元，低于法国平均水平（4,230欧元）；中级职员为2,446欧元，高于法国平均水平（2,411欧元）；普通职员为1,634欧元，低于法国平均水平（1,740欧元）。
2018年，甘冈境内的青壮年（15至64岁）失业率为21.4%，当地34.2%的家庭拥有纳税资格，平均纳税1,928欧元，低于法国平均水平（3,910欧元）。

## 社会事务

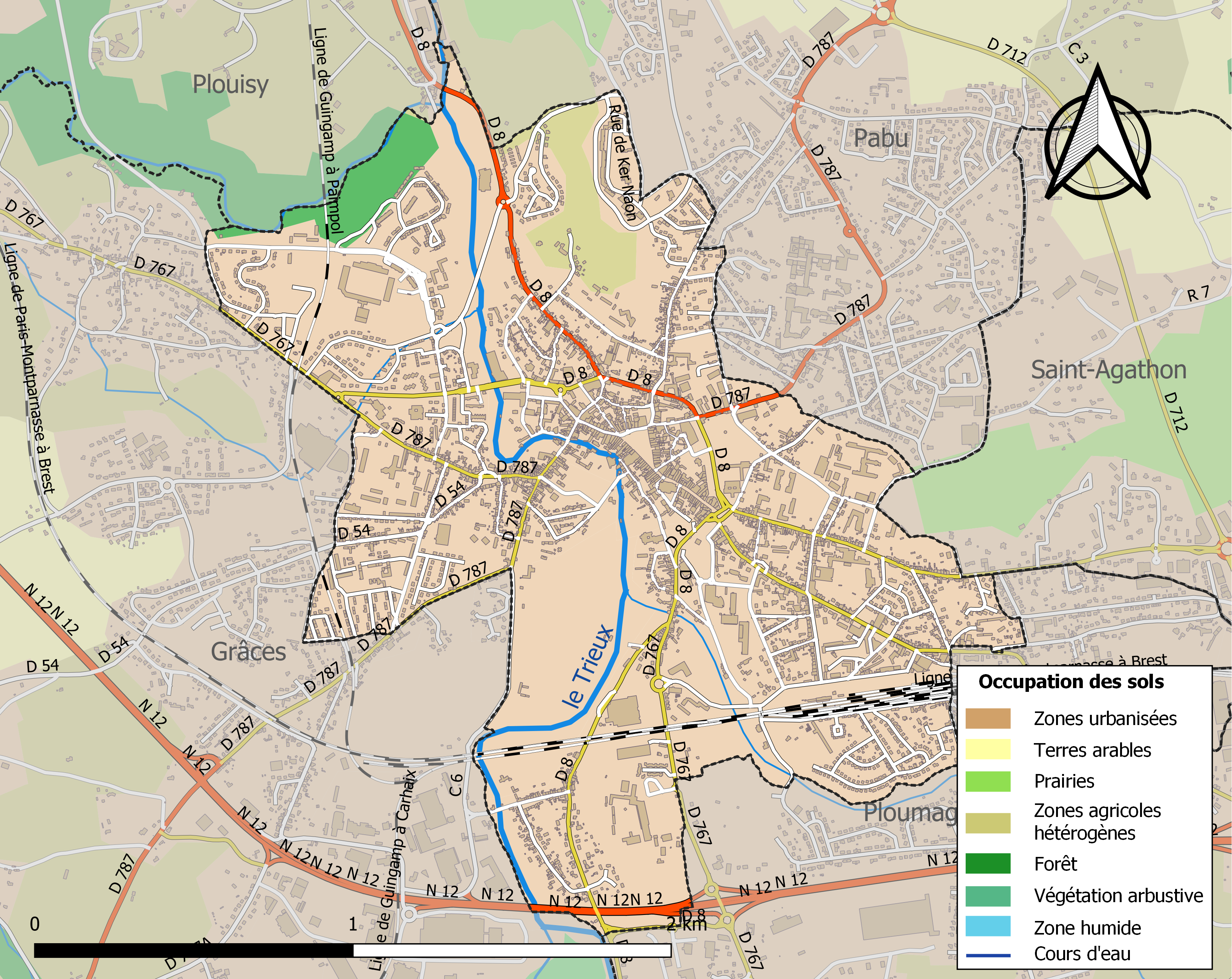
甘冈土地利用情况地图

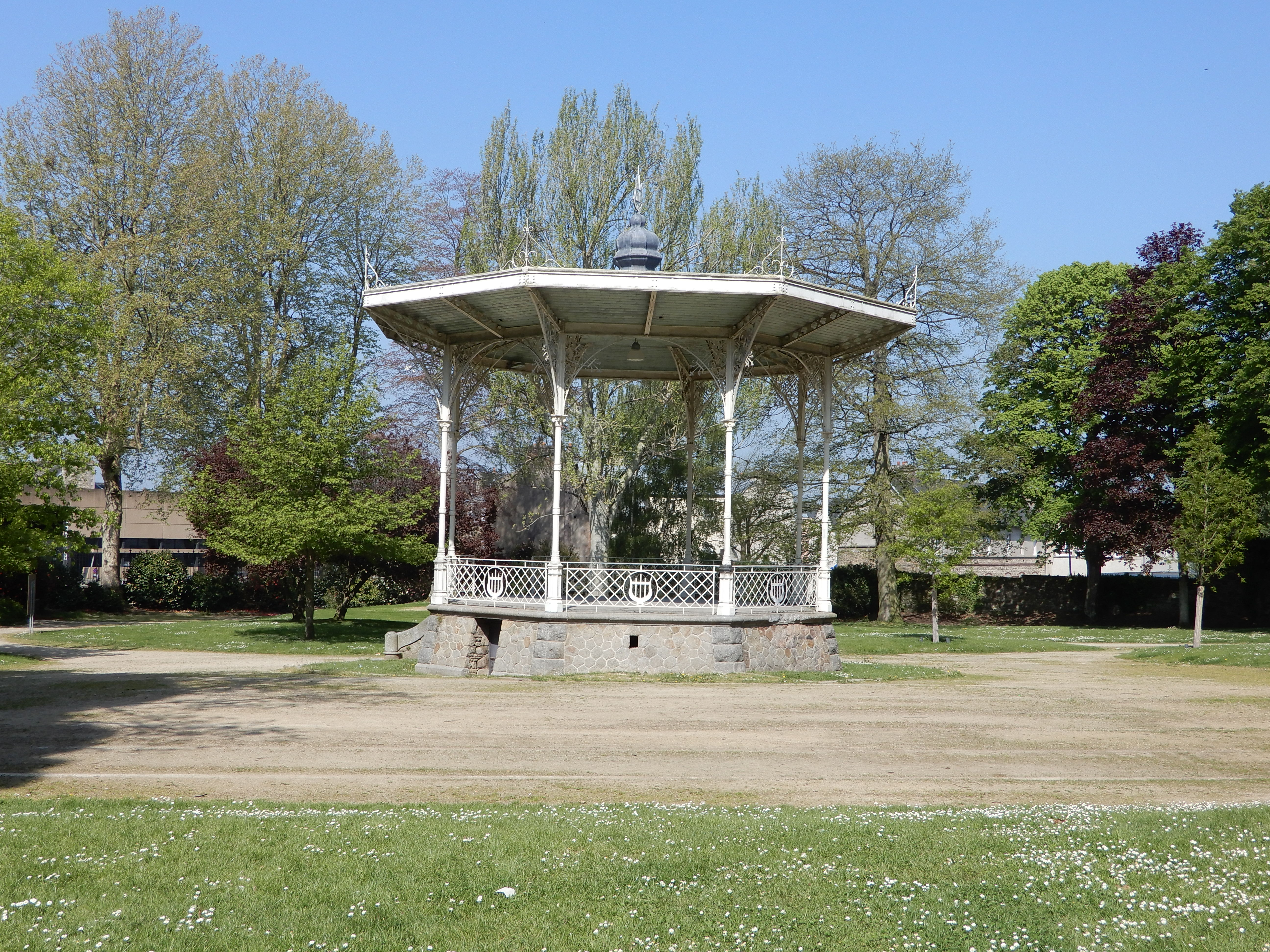
甘冈街头凉亭

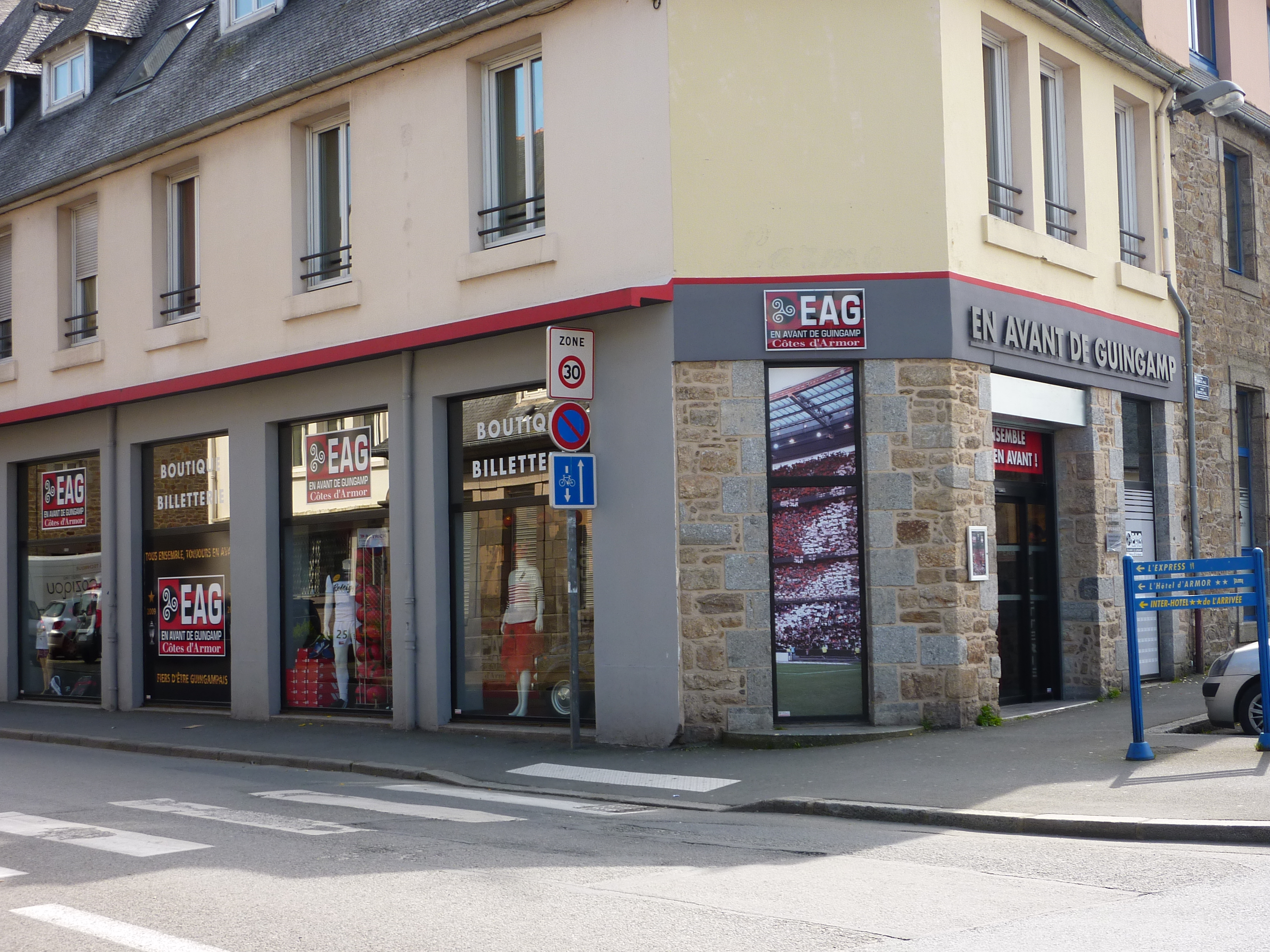
甘岡前進會纪念品店

### 教育
甘冈属于雷恩学区。截止2020年1月1日，甘冈境内共有5所小学、3所初级中学、2所普通高中、1所农业高中和2所职业高中。2018至2019学年度，甘冈境内共有在校中等教育阶段学生3,376名。

### 医疗
截止2020年1月1日，甘冈境内共有全科医生9名、保健师8名、牙医9名、护士7名、皮肤科医生1名和妇科医生2名。境内共有药房4家、养老院3家、残疾人帮扶中心2家。
甘冈中心医院（Centre Hospitalier de Guingamp）是法国的一个区域性医疗机构，其主病区位于甘冈市区，设有床位579个，是当地规模最大的公立综合性医院。

### 住房
2018年，甘冈境内共有各类住房5,099套，其中36.5%为独立式居民区，62.9%为集中式居民区。常住房屋占甘冈市镇范围内居民建筑总量的80.4%。
在住房保障政策方面，2020年，甘冈境内共有1,843户家庭获得了住房经济补助，受益人数占总人口数量的26.2%，其中1,790份为房租补助。

### 商业
2019年，甘冈境内共有各类实体商铺261家，其中餐厅37家、大型超市2家、杂货店2家、面包房10家、肉铺4家、书店5家、装饰品店4家、银行门店10家、美容美发店20家、汽车维修店7家。甘冈市中心建有一家家乐福便民超市，市区南部则有E.Leclerc购物商场。

### 体育
2020年，甘冈境内共有1家游泳池、4间体育馆、1座综合体育场、2处网球场、3处足球或橄榄球场以及2处篮球或排球场。
甘岡因同名足球俱乐部（编号500126）而闻名，该俱乐部成立于1912年，自1984年起参加职业联赛，甘冈队曾获得1996年的冠军，以及2009年和2014年的法国杯冠军，2022至2023赛季参加法国足球乙级联赛，其主场鲁杜鲁球场位于市区西北部，可容纳超过1.8万名观众，这一容量是甘冈市镇人口数量的两倍多。
除甘冈足球俱乐部外，截至2022年6月，甘冈境内还有另外三家注册足球俱乐部，其中包括一家五人制足球队俱乐部。

### 环境
甘冈的环境事务由其所属的甘冈-潘波勒城市圈公共社区负责。2019年，甘冈境内暂无污染企业。

### 治安
2019年，甘冈市镇范围内共有1处派出所和1处宪兵队。
2020年，甘冈国家宪兵队（gendarmerie de Guingamp）的管辖范围内的共89个市镇累计发生各类案件2,517起，其中盗窃类案件1,101起，经济类案件404起，毒品交易类案件132起。

## 文化
2020年，甘冈境内共有1家剧场、1家电影院和1家博物馆。甘冈市政府提供多媒体中心（médiathèque），每周二、三、五、六向公众开放。

### 建筑
甘冈境内有多处历史建筑，皮埃尔二世城堡、圣十字修道院等为法国国家文物保护单位，其中位于镇中心的甘冈圣母教堂是当地的地标性建筑物。

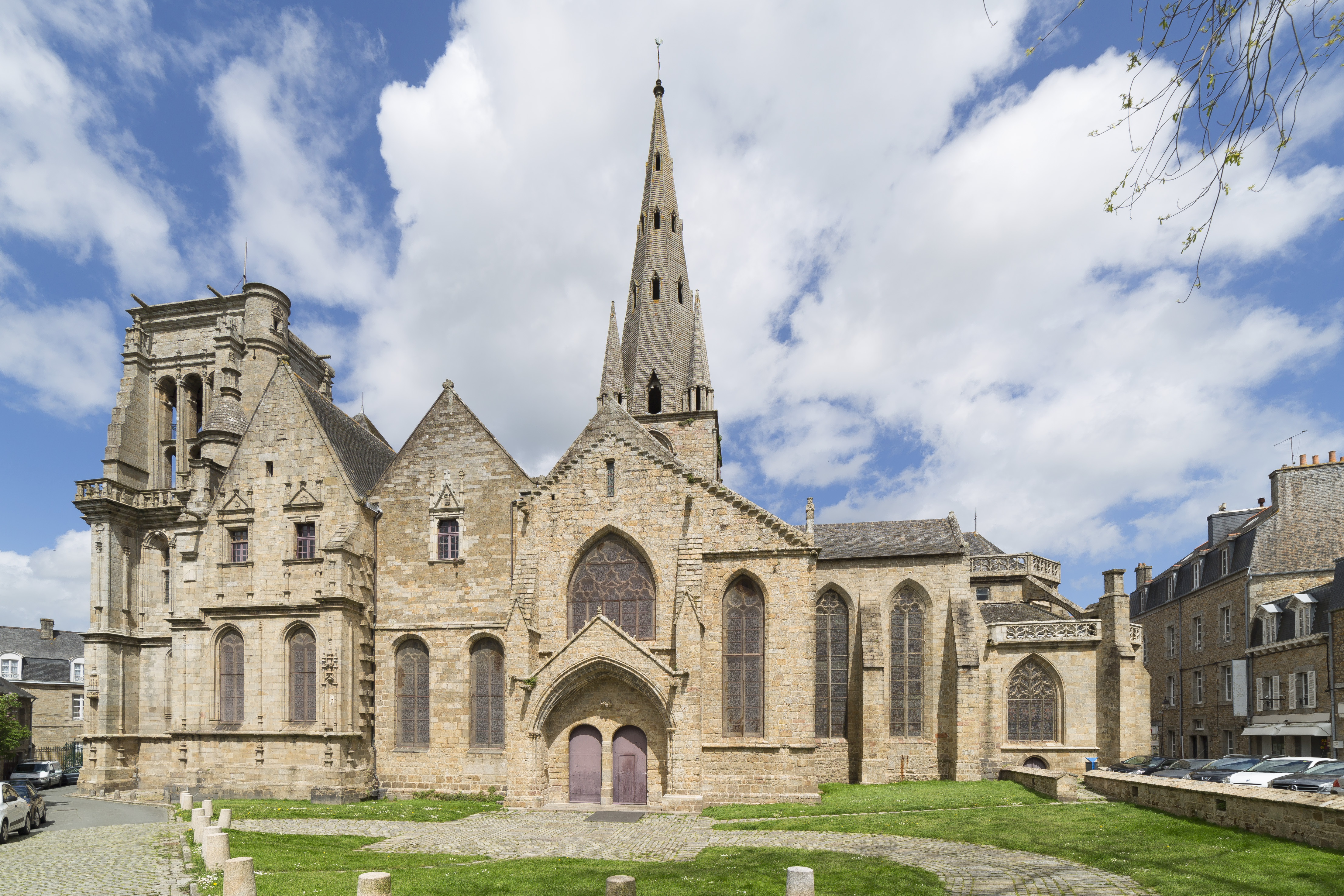
甘冈圣母教堂（法语：Basilique Notre-Dame-de-Bon-Secours de Guingamp）
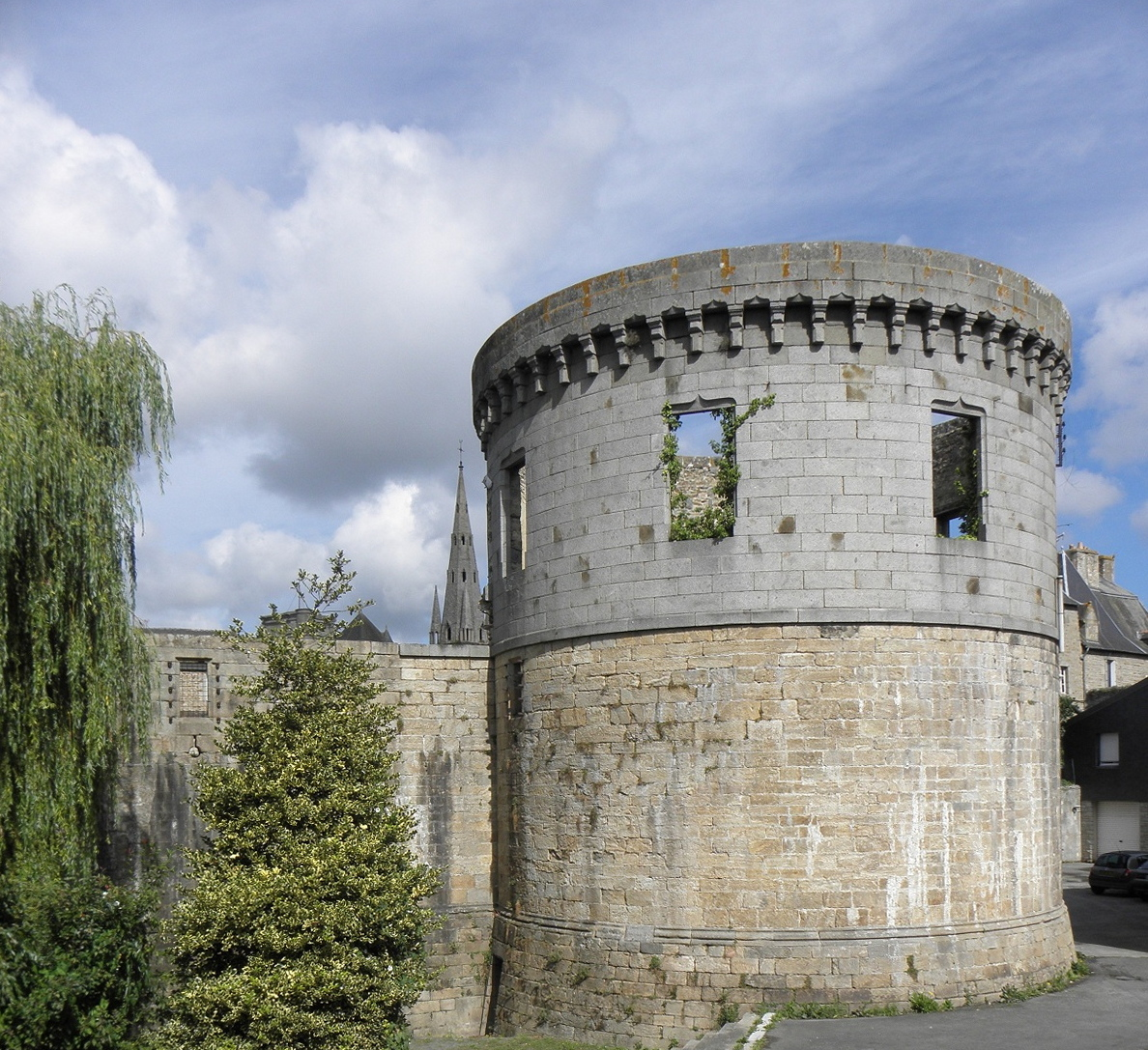
城堡碉楼
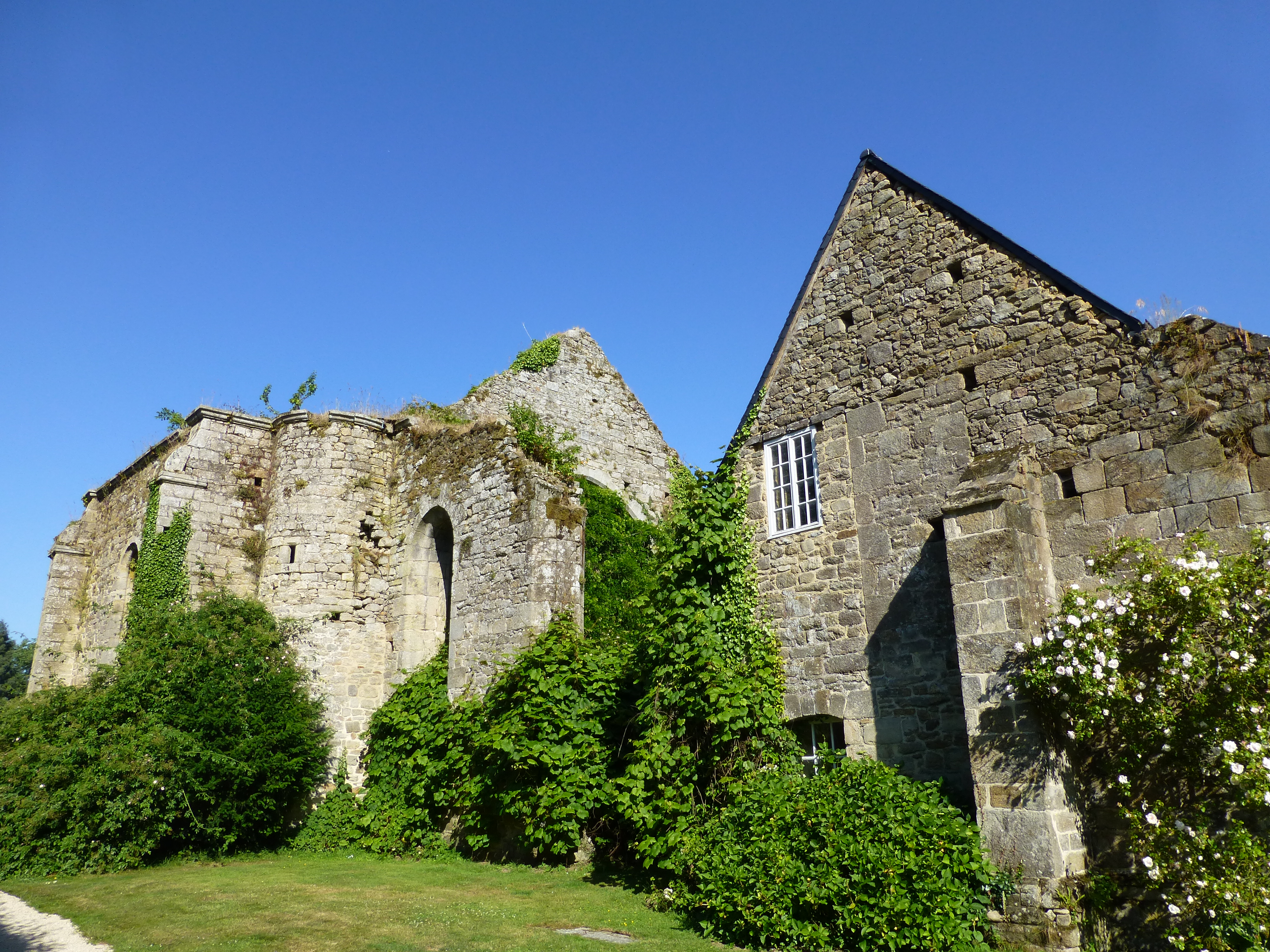
圣十字修道院（法语：Abbaye Sainte-Croix de Guingamp）遗址
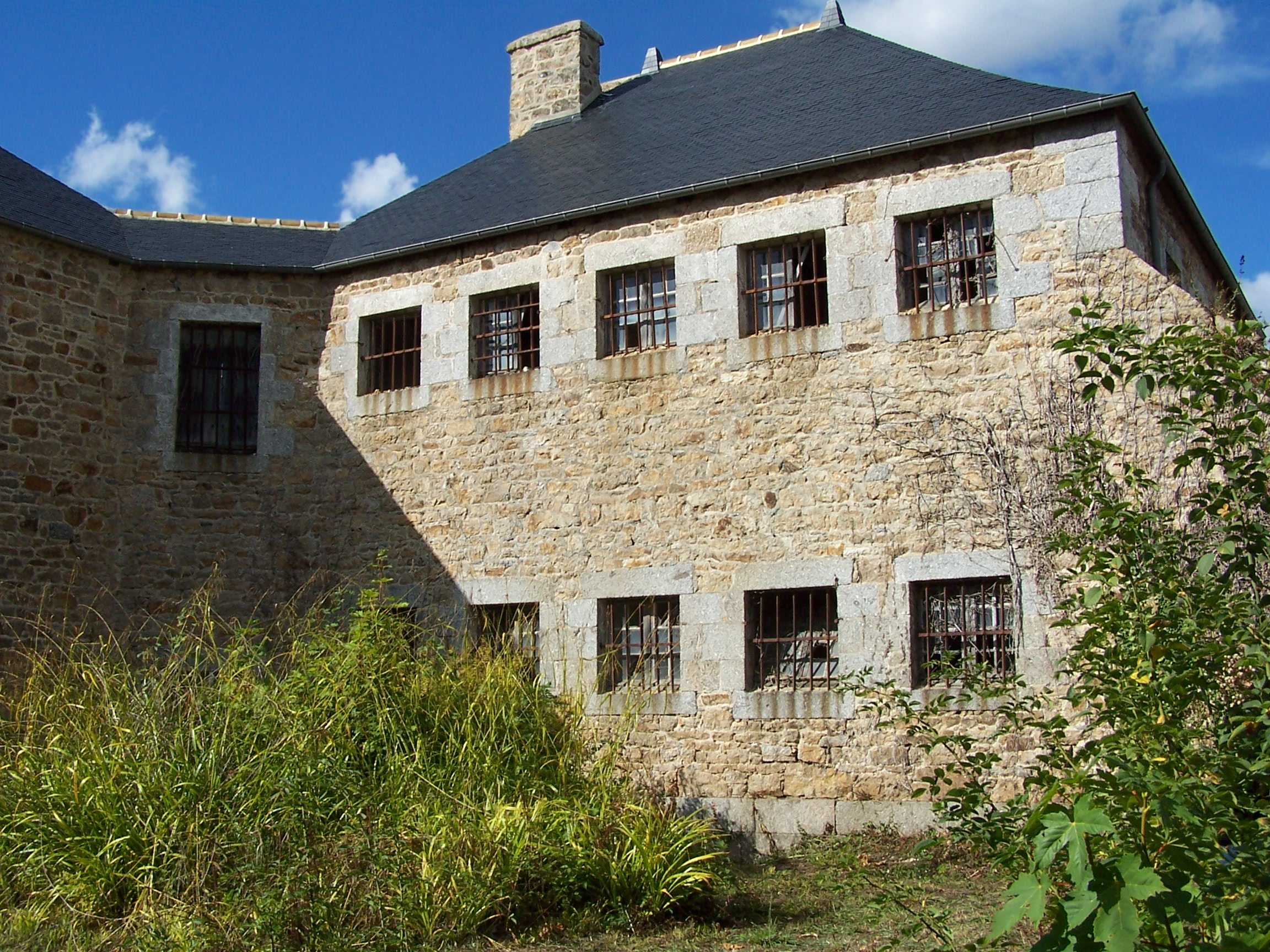
甘冈监狱（法语：Prison de Guingamp）旧址
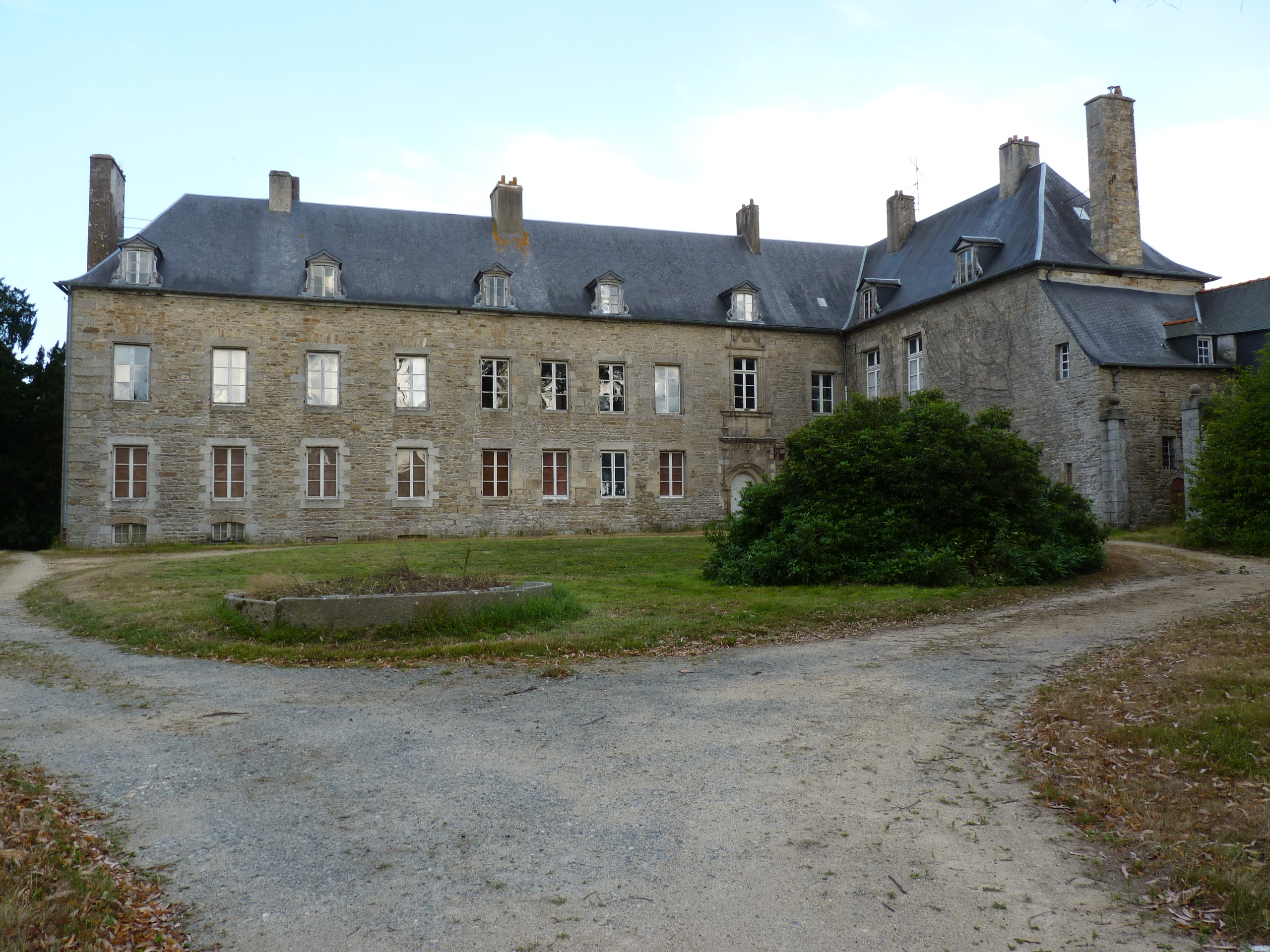
莱萨勒城堡（法语：Château des Salles）
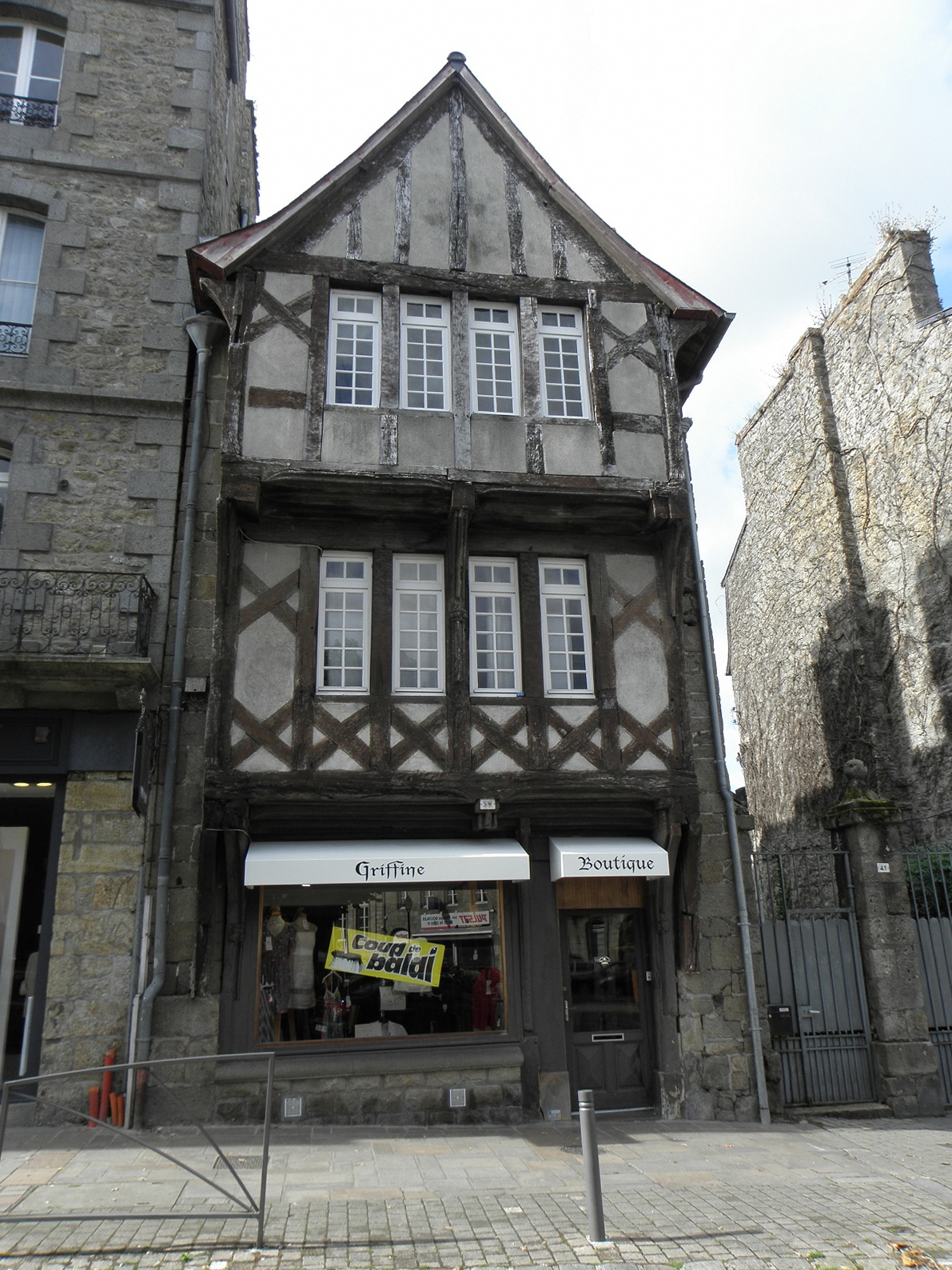
传统民居1
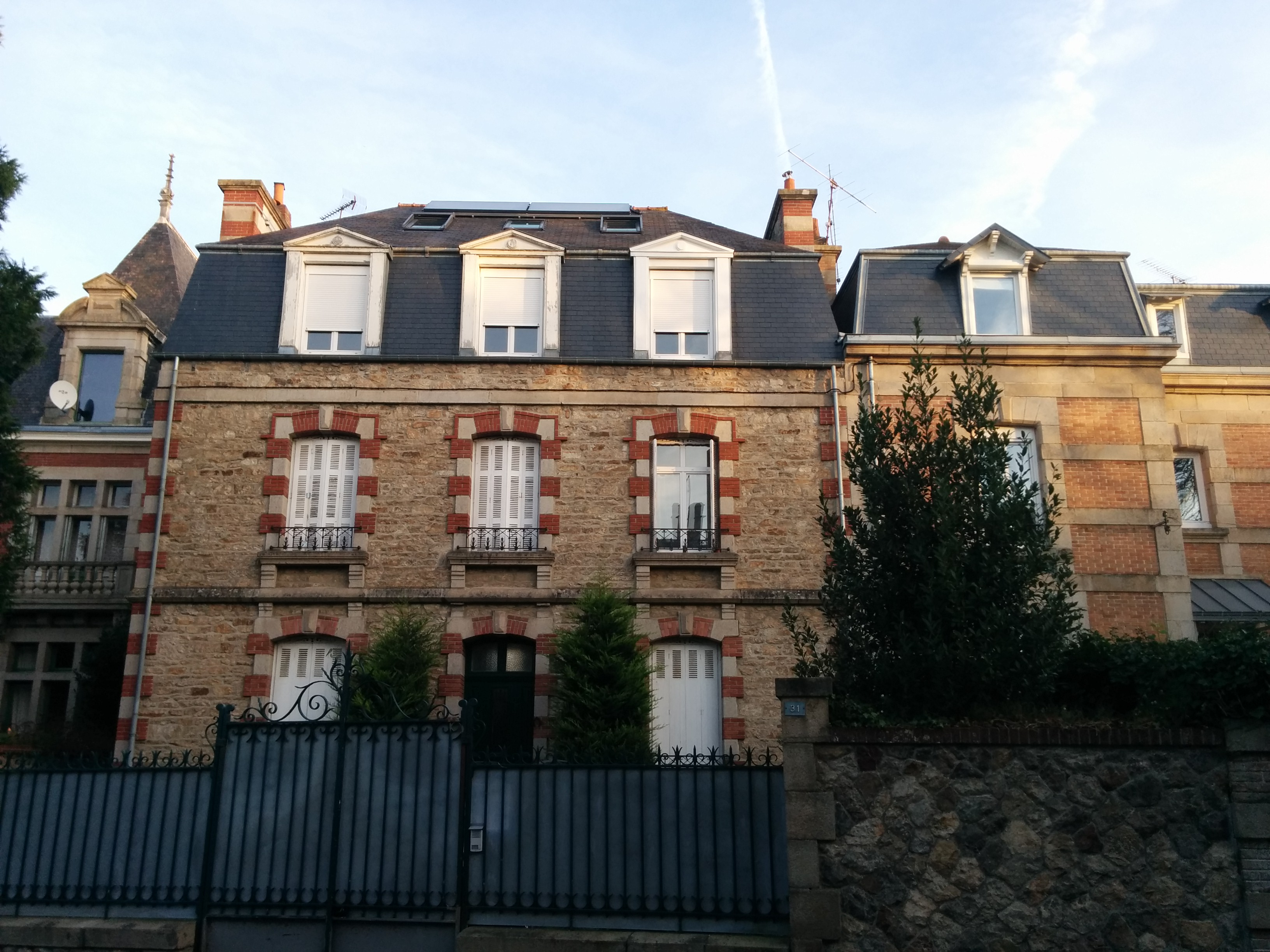
传统民居2

### 旅游

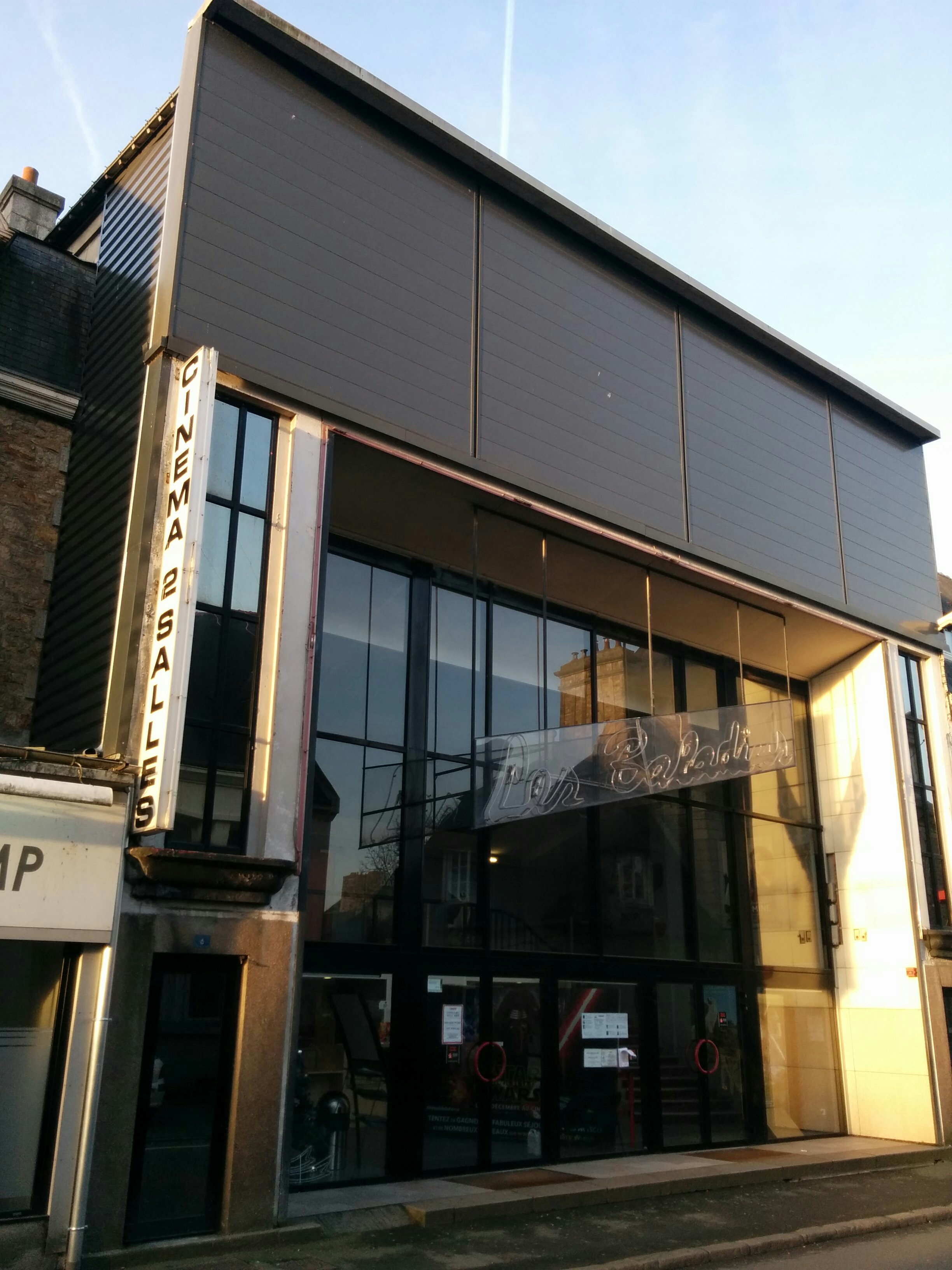
甘冈市区的电影院

甘冈的旅游事务由其所属的甘冈-潘波勒城市圈公共社区负责。2021年，甘冈境内共有3家酒店共计59间房间。

### 媒体
法国主要的媒体均可在甘冈接收，法国电视三台下属的布列塔尼大区频道在部分时段播出甘冈所属区域的地方新闻。当地主要的地方性媒体包括《西部报》、《阿摩尔滨海小蓝报》、蓝色法兰西阿摩里卡广播等。

## 相关人物
法国心理学家泰奥蒂勒-阿尔芒·里博、指挥家居伊·罗帕茨和建筑师雅姆·布耶出生于甘冈。

## 友好城市
截至2022年6月，甘冈共与三座城市互为友好城市关系：
- 德国 奥厄
- 義大利 乌尔比诺
- 爱尔兰 Shannon